# Asychis carolinae
Asychis carolinae är en ringmaskart som beskrevs av Francis Day 1973. Asychis carolinae ingår i släktet Asychis och familjen Maldanidae.
Artens utbredningsområde är Mexikanska golfen. Inga underarter finns listade i Catalogue of Life.